# Aérodrome de Stornoway
 (juillet 2015).
Si vous disposez d'ouvrages ou d'articles de référence ou si vous connaissez des sites web de qualité traitant du thème abordé ici, merci de compléter l'article en donnant les références utiles à sa vérifiabilité et en les liant à la section « Notes et références ».
L'aéroport de Stornoway (code IATA : SYY • code OACI : EGPO) est un aérodrome situé à 2 milles nautiques (3,7 km) à l'est de la ville de Stornoway, sur l'île de Lewis, en Écosse.
Un premier aérodrome a été construit en 1937 et fut utilisé essentiellement à des fins militaires. La Royal Air Force y installa une base durant de la Seconde Guerre mondiale, puis entre 1972 et 1998 pour servir de base avancée pour les opérations de l'OTAN.

## Situation

### Carte des aéroports d'Écosse
| Aberdeen Barra Benbecula Campbeltown Colonsay Dundee Eday Édimbourg Fair Isle Foula Glasgow Glasgow-Prestwick Inverness Islay Kirkwall North Ronaldsay Oban Papa Westray Sanday Stornoway Stronsay Sumburgh Tingwall Tiree Westray Wick |

### Carte des aéroports des Hébrides intérieures
| Colonsay Tiree Oban Coll Islay Campbeltown |

## Statistiques
Pour des raisons techniques, il est temporairement impossible d'afficher le graphique qui aurait dû être présenté ici.

Voir la requête brute et les sources sur Wikidata.

## Compagnies et destinations
| Compagnies | Destinations                             |
| ---------- | ---------------------------------------- |
| Loganair   | Benbecula, Édimbourg, Glasgow, Inverness |

Édité le 05/02/2020  Actualisé le 26/03/2023